# 松井優征
松井 優征（まつい ゆうせい、1979年1月31日 - ）は、日本の漫画家。埼玉県入間市出身。男性。

## 経歴
2001年、『ラビングデッド』で第51回天下一漫画賞審査員特別賞を受賞する。2004年、『魔人探偵脳噛ネウロ』で第12回ジャンプ十二傑新人漫画賞準入選。同時に漫画家デビューを果たす。この作品をもとに、2005年から『週刊少年ジャンプ』（集英社）で『魔人探偵脳噛ネウロ』の連載を開始。『魔人探偵脳噛ネウロ』は2007年10月から2008年3月にかけてテレビアニメ化された。
2009年、『魔人探偵脳噛ネウロ』の連載が終了し、『ジャンプSQ』（集英社）7月号で読切『離婚調停』を掲載する。2010年、『少年ジャンプNEXT!』（集英社）2010 SPRINGにて、読切『松井優征がウーパールーパーを食べる企画』を発表。
「“生徒が一斉に先生に銃を突きつけるシーン”が思い浮かんだ」ことをきっかけに作品の構想を練り、『週刊少年ジャンプ』2012年31号より『暗殺教室』の連載を開始する。『暗殺教室』は連載当初から高い人気を獲得することに成功した。フジテレビ系列よりアニメ化され、2015年1月から第1期、2016年1月から第2期が放送された。また、2015年3月には同作の劇場版第1作が上映され、翌2016年3月には第2作目が上映された。
2016年、自身の名前を冠した「松井優征漫画賞」を少年ジャンプ+のマンガ投稿サービス・少年ジャンプルーキーに創設。
2021年、初の歴史物となる『逃げ上手の若君』を『週刊少年ジャンプ』8号より連載開始。
2024年、『逃げ上手の若君』で第69回小学館漫画賞を受賞。

## 作品について
松井によると、少年時代に加治丘陵を駆け巡った思い出が作品に生かされている。
エキセントリックな設定や画面作りなどオリジナリティを重視した作風が多い。その反面、ベタ（王道）が大好きで「トリッキーなことをやるのはあくまでベタを光らせるため」とも語っている。本人によると、予定外のキャラを出すなどのテコ入れはした経験がないという。
基本的な画力に関しては未熟なところもあり、「ドアの開く方向がコマごとに逆になっている」、「手の指が6本になっている」、「物の持ち手が逆になっている」等、典型的な作画ミスを頻繁に起こしている（大半は単行本収録の際に修正されている）。本人も自覚しており「自分の絵は雑でいい加減で荒い」と発言しており、「上手い人には描けない絵を理想としている」と話す。
『魔人探偵脳噛ネウロ』連載時の担当編集だった中野博之によれば、作中のセリフに対して強いこだわりを持っているとのこと。中野がチェックしたネームには絵がなくセリフのみが描かれており、どのような絵を描くかは松井の判断に委ねていた。だが、際どいパロディや怖すぎる絵など、まれに想定していたものとは違う絵が描かれていた場合は、描き直しを指示していた。
『魔人探偵脳噛ネウロ』の連載に際して、「商品として成立する責任ある終わらせ方」を第一目標にした。そのために、何巻分まで連載がもらえればどのように終わらせるかという概要を予め何パターンか考えて連載に臨んだ。『暗殺教室』に於いても「連載の長さに関わらず責任ある終わらせ方をする」と話しており、同様の措置を取っていることを仄めかしている。 
また３作品連続アニメ化、単行本10巻以上を記録しておりジャンプ作家では史上初である。 

## デビュー前の評価
魔人探偵脳噛ネウロ
（2004年3月期）ジャンプ十二傑新人漫画賞（審査員：河下水希） 準入選作。
その独創性と演出力の高さからキャラクター・オリジナリティに◎、ストーリー・演出に○と高い評価を得、十二傑新人漫画賞初の準入選を受賞した。
結果的にこの作品がデビュー作・初連載となり、ヒットに繋がった。
『サッカー』
第4回（2003年8月期）十二傑新人漫画賞（審査員：許斐剛） 最終候補作。
オリジナリティに◯。主人公への魅力と設定のアイディアを評価されていたが、一方画力に関しては「まだまだ」との評価に留まっていた。
ラビングデッド
第51回（2000年10月期）天下一漫画賞 審査員（鈴木央）特別賞受賞作。
構成力・演出力・オリジナリティに◯。「読ませる力」やセンスを高く評価されているが、ラストのストーリーの暗さと画力が弱点という評価を受けていた。なお、副編集長（当時）・佐々木尚のコメントとして「絵は全然ダメだしコマ割は適当だが、強烈に光る才能がある。個人的には入選に推した」と評価されていた。
後年、企画漫画『編集者なんてろくなもんじゃない！』にて、「（持ち込み当初は編集者に渋い顔をされたが）その月の月例賞でわりと文句なしにトップ賞でした」と本人が語っている。

## 作品リスト

### 漫画作品

#### 連載
- 魔人探偵脳噛ネウロ[14]（『週刊少年ジャンプ』2005年12号 - 2009年21号）
- 暗殺教室（『週刊少年ジャンプ』2012年31号 - 2016年16号）
  - 番外編（『週刊少年ジャンプ』2016年18号[15] - 21・22合併号[16]）
  - 殺せんせーQ!（企画・ストーリー担当：渡邉築、漫画：青戸成、『最強ジャンプ』2015年11月号 - 2019年11月号） - 原作担当。
- 松井優征が荒木飛呂彦の手料理を食べる企画（『ジャンプLIVE』掲載） - ルポ連載、全4回。
- 逃げ上手の若君（『週刊少年ジャンプ』2021年8号 - 連載中）

#### 読み切り
- 魔人探偵脳噛ネウロ
  - 増刊版（『赤マルジャンプ』2004 SUMMER）
  - 本誌読切版（『週刊少年ジャンプ』2004年41号）
- 離婚調停（『ジャンプスクエア』2009年7月号[17]） - SUPREME読切シリーズ、センターカラー37P。『魔人探偵脳噛ネウロ』23巻に併録。
- 松井優征がウーパールーパーを食べる企画 - ルポ読切。9P。
- 東京デパート戦争体験記（『少年ジャンプNEXT!』2011 SUMMER） - 35P。『暗殺教室』21巻に併録。
- 編集者なんてろくなもんじゃない！（『週刊少年ジャンプ』2018年48号） - 誌内企画「レジェンド作家が振り返る新人時代のエピソード読切」。5P。
- Fけん（『週刊少年ジャンプ』2019年36・37合併号） - 45P。
- 東京の脅威とギンギンの未来 - 漫画「もしも東京」展（2021年）に出品した読切。『もしも、東京』（小学館）に収録。

### 書籍

#### 漫画単行本
- 『魔人探偵脳噛ネウロ』、集英社〈ジャンプ コミックス〉2005年 - 2009年、全23巻
  - （文庫版）集英社〈集英社文庫〉2013年、全12巻
- 『暗殺教室』、集英社〈ジャンプ コミックス〉2012年 - 2016年、全21巻
- 『殺せんせーQ!』、企画・ストーリー担当：渡邉築、漫画：青戸成、集英社〈ジャンプ コミックス〉2016年 - 2019年、全5巻
- 『逃げ上手の若君』、集英社〈ジャンプ コミックス〉2021年 - 刊行中、既刊21巻（2025年5月2日現在）

#### 新書
- 『ひらめき教室 「弱者」のための仕事論』集英社〈集英社新書〉、2016年3月17日発売[18]、ISBN 978-4-087-20827-6、デザイナー・佐藤オオキとの共著

### その他
- JOJO's Kitchen 荒木飛呂彦 パスタを作る（2013年） - 『ジャンプLIVE』1号企画。
- JOJO's Kitchen 「シュールストレミングを食べてみた！」（2014年） - 『ジャンプLIVE』2号企画。

## 関連人物
- 麻生周一 - 松井と同郷の漫画家。コラボ作品『殺せんせーVS斉木楠雄〜入間市最終決戦〜』を発表した[6]。

### 師匠
- 澤井啓夫 - 漫画家デビュー前にアシスタントを務め、『ボボボーボ・ボーボボ』単行本のアシスタントのページにイラストがある[19]。また、『真説ボボボーボ・ボーボボ』49話には『魔人探偵脳噛ネウロ』第4話に登場する犯人役至郎田正影を登場させている。

### アシスタント
- やまもとかずや[要出典]
- 江ノ島だいすけ
- 雲母坂盾
- 川口勇貴

## メディア出演
- SWITCHインタビュー 達人達（2015年3月7日、NHK Eテレ）デザイナー・佐藤オオキと対談
- サンドウィッチマンの週刊ラジオジャンプ（2017年8月27日〈26日深夜〉、9月3日〈2日深夜〉、TBSラジオ）[20][21]
- アフター6ジャンクション（2021年8月17日 TBSラジオ）宇多丸、宇垣美里と対談（約20分）。主に『逃げ上手の若君』について話す。なお、同番組の放送作家は、ネウロのドラマCDを担当した古川耕。
- 歴史探偵（2023年7月12日、2025年1月29日、NHK総合）[22][23]